# Poésie amazighe
La poésie amazighe, expression des sentiments et de la cosmogonie des Berbères, est omniprésente dans les différentes manifestations et activités des hommes et des femmes berbères, elle accompagne l'individu tout le long de sa vie : naissance, mariage, cueillette, tissage, moisson, fêtes, rites et guerres sont les thèmes traités dans la poésie des Amazighs.
La poésie berbère comprend plusieurs genres :
- Tindamin
- Izlan
- Tiâjibin
- Tamawayt
- Imâibaren
- Tandamt
- Amarg

## Rôle politique du poète
Les amazighs (Berbères) n’ont pas beaucoup écrit dans leur langue, pourtant ils ont une littérature orale et écrite. 
Le rôle du poète est important dans la société berbère d'antan, il accomplit une mission de communication de masses, par le chant qui contient un message spécifique, l'Amdyaz est vu comme chroniqueur et historien de sa tribu, et exprime son mécontentement par la révolte contre l’injustice  politique, par sa poésie, il est donc un contestataire contre tout abus.
L’amazigh se considère comme un homme libre, une valeur qui doit être farouchement défendue par la poésie, notamment lors de la colonisation française, toutes les batailles avec leur gloire et leur défaite sont exprimées par les Imdyazen (Poètes).
- rifain (tarifit, nord marocain)
- braber (tamazight, centre marocain)
- chleuh (tachelhit, sud marocain)
- zenaga (tuddungiyya, sud-ouest mauritanien)
- chenoui (ha'chenwit, nord-ouest algérien)
- kabyle (taqbaylit, nord-est algérien)
- chaoui (tacawit, centre algérien)
- nafusi (tanfusit, nord-ouest libyen)
- autres berbères sahariens (wargla, mozabite, siwi, etc.)
- touareg (tamahaq, tamashek, tahaggart, tayart, tawellemmet, tetserret, région sahélienne transfrontalière)

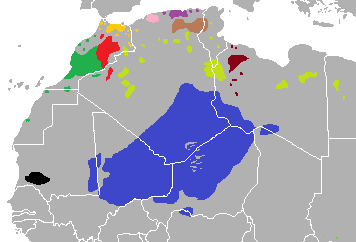
Localisation des variantes berbères en Afrique du Nord

Les langues berbères sont dispersées sur une aire géographique très vaste en Afrique du Nord.